# Bryan Pérez
Bryan Pérez (San José, 1 de noviembre de 1988) es un futbolista costarricense, que juega como mediocampista en el Des Moines Menace de la USL Premier Development League de Estados Unidos.

## Etapa Juvenil
A los once años ingresó a las divisiones menores del Saprissa de su país natal. Luego se marchó a Estados Unidos donde jugó en el fútbol colegial por el UMKC Kangaroos representando a la University of Missouri-Kansas City, convirtiéndose en una de las figuras. También jugó en el Kansas City Brass durante su etapa de universitario.

## Etapa Profesional
Firmó su primer contrato profesional por el Miami FC de la USSF Division 2 Professional League el 2 de febrero de 2010. Hizo su debut profesional el 19 de junio de 2010 como un sustituto en la derrota 3-1 ante el Aztex de Austin, pero jugó sólo un partido más para Miami antes de ser liberado por el equipo de mitad de temporada. Tras eso fue cedido al Des Moines Menace de la USL Premier Development League donde fue la figura del equipo jugando de "10", demostrando gran habilidad y manejo de balón.
En junio del 2011, viene a prueba en el Cobreloa de Chile por un periodo de 10 días, es decir por un periodo de una semana y 3 días, con la posibilidad de que fiche en el equipo de Nelson Acosta, de cara a la Copa Chile y el Torneo de Clausura.

## Clubes
| Club              | País           | Año           |
| ----------------- | -------------- | ------------- |
| Kansas City Brass | Estados Unidos | 2008 - 2010   |
| Miami FC          | Estados Unidos | 2010          |
| Des Moines Menace | Estados Unidos | 2011          |
| Cobreloa          | Chile          | 2011-presente |